# Comissari Europeu d'Assumptes Pesquers i Marítims
El Comissari Europeu d'Assumptes Pesquers i Marítims és un membre de la Comissió Europea responsable de la política comuna dels assumptes pesquers de la Unió Europea (UE). La UE té 150.000 km de costa i la zona econòmica exclusiva més gran en el món amb 25 milions de km².
L'actual comissari responsable d'aquesta àrea és la grega Maria Damanaki.

## Orígens
En la formació de la Comissió Jenkins el gener de 1977 s'incorporà a la Comissió Europea els afers relacionats amb els assumptes pesquers, sent integrats a la cartera del Comissari Europeu d'Agricultura, passant a denominar-se Comissari Europeu d'Agricultura i Assumptes Pesquers, denominació que estigué present entre 1977 i 1993, així com entre 1999 i 2004. En la Comissions Delors III, Santer, Marín aquesta cartera ha estat denominada Comissari Europeu d'Assumptes Perquers, adoptant la denominació de Comissari Europeu d'Assumptes Pesquers i Marítims en la Comissió Barroso a partir de 2004.

## Llista de Comissaris d'Assumptes Pesquers i Marítims
| Comissió                                             | Nomenament                                           | Remoció                                              | Nom                                                  | Estat                                                | Partit                                               |
| Comissari Europeu d'Agricultura i Assumptes Pesquers | Comissari Europeu d'Agricultura i Assumptes Pesquers | Comissari Europeu d'Agricultura i Assumptes Pesquers | Comissari Europeu d'Agricultura i Assumptes Pesquers | Comissari Europeu d'Agricultura i Assumptes Pesquers | Comissari Europeu d'Agricultura i Assumptes Pesquers |
| Jenkins                                              |                                                      |                                                      |                                                      |                                                      |                                                      |
| ---------------------------------------------------- | ---------------------------------------------------- | ---------------------------------------------------- | ---------------------------------------------------- | ---------------------------------------------------- | ---------------------------------------------------- |
| Jenkins                                              | 6 de gener de 1977                                   | 5 de gener de 1981                                   | Finn Olav Gundelach                                  | Dinamarca                                            | ind.                                                 |
| Thorn                                                |                                                      |                                                      |                                                      |                                                      |                                                      |
| 6 de gener de 1981                                   | 13 de gener de 1981                                  | Finn Olav Gundelach                                  | Dinamarca                                            | ind.                                                 |                                                      |
| gener de 1981                                        | 5 de gener de 1985                                   | Poul Dalsager                                        | Dinamarca                                            | S                                                    |                                                      |
| Delors I                                             |                                                      |                                                      |                                                      |                                                      |                                                      |
| 6 de gener de 1985                                   | 5 de gener de 1989                                   | Frans Andriessen                                     | Països Baixos                                        | CDA                                                  |                                                      |
| 6 de gener de 1986                                   | 5 de gener de 1989                                   | António Cardoso                                      | Portugal                                             | PSD                                                  |                                                      |
| Delors II                                            |                                                      |                                                      |                                                      |                                                      |                                                      |
| 6 de gener de 1989                                   | 5 de gener de 1993                                   | Manuel Marín                                         | Espanya                                              | PSOE                                                 |                                                      |
| Comissari Europeu d'Assumptes Pesquers               |                                                      |                                                      |                                                      |                                                      |                                                      |
| Delors III                                           |                                                      |                                                      |                                                      |                                                      |                                                      |
| 6 de gener de 1993                                   | 22 de gener de 1995                                  | Ioannis Paleokrassas                                 | Grècia                                               | ND                                                   |                                                      |
| Santer                                               |                                                      |                                                      |                                                      |                                                      |                                                      |
| 23 de gener de 1995                                  | 15 de març de 1999                                   | Emma Bonino                                          | Itàlia                                               | RI                                                   |                                                      |
| Marín                                                |                                                      |                                                      |                                                      |                                                      |                                                      |
| 16 de març de 1999                                   | 15 de setembre de 1999                               | Emma Bonino                                          | Itàlia                                               | RI                                                   |                                                      |
| Comissari Europeu d'Agricultura i Assumptes Pesquers |                                                      |                                                      |                                                      |                                                      |                                                      |
| Prodi                                                |                                                      |                                                      |                                                      |                                                      |                                                      |
| 16 de setembre de 1999                               | 21 de novembre de 2004                               | Franz Fischler                                       | Àustria                                              | ÖVP                                                  |                                                      |
| 1 de maig de 2004                                    | 21 de novembre de 2004                               | Sandra Kalniete                                      | Letònia                                              | ind.                                                 |                                                      |
| Comissari Europeu d'Assumptes Pesquers i Marítims    |                                                      |                                                      |                                                      |                                                      |                                                      |
| Barroso I                                            |                                                      |                                                      |                                                      |                                                      |                                                      |
| 22 de novembre de 2004                               | 9 de febrer de 2010                                  | Joe Borg                                             | Malta                                                | PN                                                   |                                                      |
| Barroso II                                           |                                                      |                                                      |                                                      |                                                      |                                                      |
| 9 de febrer de 2010                                  | en el càrrec                                         | Maria Damanaki                                       | Grècia                                               | PASOK                                                |                                                      |